# Gallinago nobilis
Il beccacino nobile (Gallinago nobilis, Sclater 1856) è un uccello della famiglia degli Scolopacidae dell'ordine dei Charadriiformes.

## Sistematica
Gallinago nobilis non ha sottospecie, è monotipica.

## Distribuzione e habitat
Questo uccello vive in Colombia, Ecuador, Perù e Venezuela.